# Ruisseau du Pest
Le ruisseau du Pest est une rivière du sud de la France. C'est un affluent du Sarrampion donc un sous-affluent de la Garonne par la Gimone.

## Géographie
De 10,7 km de longueur, le ruisseau du Pest prend sa source dans le Gers commune d'Encausse sous le nom de ruisseau d'en Esparbès, et se jette dans le Sarrampion sur la commune de Sainte-Anne.

## Départements et communes traversés
- Gers : Encausse, Ardizas, Sainte-Anne.
- Haute-Garonne : Cadours, Laréole.

## Principaux affluents
- Ruisseau d'en Laurac 3,5 km
- Ruisseau de Barrats 2,4 km
- Ruisseau de Piquètis 4,2 km
- Ruisseau de la Salle 4,2 km
- Ruisseau du Junau 7,9 km